# Adiantum phanerophlebium
Adiantum phanerophlebium är en kantbräkenväxtart som först beskrevs av Bak., och fick sitt nu gällande namn av Carl Frederik Albert Christensen. Adiantum phanerophlebium ingår i släktet Adiantum och familjen Pteridaceae. Inga underarter finns listade.